# Lasianthus glabrescens
Lasianthus glabrescens är en måreväxtart som beskrevs av Friedrich Anton Wilhelm Miquel. Lasianthus glabrescens ingår i släktet Lasianthus och familjen måreväxter.
Artens utbredningsområde är Java. Inga underarter finns listade i Catalogue of Life.